# Tides
"Tides" é uma canção do músico inglês Ed Sheeran. É a primeira faixa do seu quinto álbum de estúdio, = (2021). Foi escrita e produzidoa por Sheeran, Johnny McDaid e Foy Vance, com Joe Rubel como produtor adicional. Após o lançamento do álbum, alcançou os números 43, 63, 169, 83 e 75 na Austrália, Canadá, França, África do Sul e Suécia, respectivamente, bem como no número 68 na Global 200.

## Antecedentes
Sheeran disse que "Tides" é sobre passar tempo com a sua família e esquecer o caos da vida quando está com seus entes queridos: "Os versos são sobre o que aconteceu na minha carreira e vida pessoal. Os versos são puro caos, enquanto o refrão é completamente A cappella — as letras são 'o tempo pára quando você está nos meus braços e sempre estará.' É como quando a porta se fecha e você está sozinho com a sua família, o caos é encerrado. É uma música interessante porque é tão barulhenta e tão silenciosa e tão barulhenta e tão silenciosa, eu realmente gosto dela."

## Vídeo musical
Um vídeo lírico para a música foi carregado na conta de Sheeran do YouTube a 29 de Outubro de 2021, juntamente com os vídeos líricos das demais músicas de =.

## Créditos e pessoal
Os seguintes créditos foram adaptados do encarte do álbum = (2021):
- Ed Sheeran — vocais, vocais de fundo, baixo, bateria, guitarra, produção, composição
- Foy Vance — piano, vocais de fundo, guitarra, produção, composição
- Joe Rubel — guitarra, programação, baixo, piano, engenharia, produção
- Johnny McDaid — piano, produção, composição
- Matt Glasbey — programação
- Stuart Hawkes — masterização
- Mark "Spike" Stent — mistura
- Matt Glasbey — engenharia
- Robert Sellens — engenharia
- Kieran Beardmore — assistência de mistura
- Charlie Holmes — assistência de mistura
- Camden Clarke — assistência de engenharia

## Desempenho nas tabelas musicais
Tabelas semanais
| País — Tabela musical (2021)                               | Posição de pico |
| ---------------------------------------------------------- | --------------- |
| Austrália — Top 100 Singles (ARIA Charts)                  | 43              |
| Canadá — Hot 100 (Billboard)                               | 63              |
| França — Top Singles (SNEP)                                | 169             |
| Mundo — Global 200 (Billboard)                             | 68              |
| Nova Zelândia — Hot Singles (RMNZ)                         | 3               |
| África do Sul — Singles Chart (RISA)                       | 83              |
| Suécia — Top Singles Top 100 (Sverigetopplistan)           | 75              |
| Reino Unido — Official Audio Streaming Chart Top 100 (OCC) | 21              |